# Mary Susan McIntosh

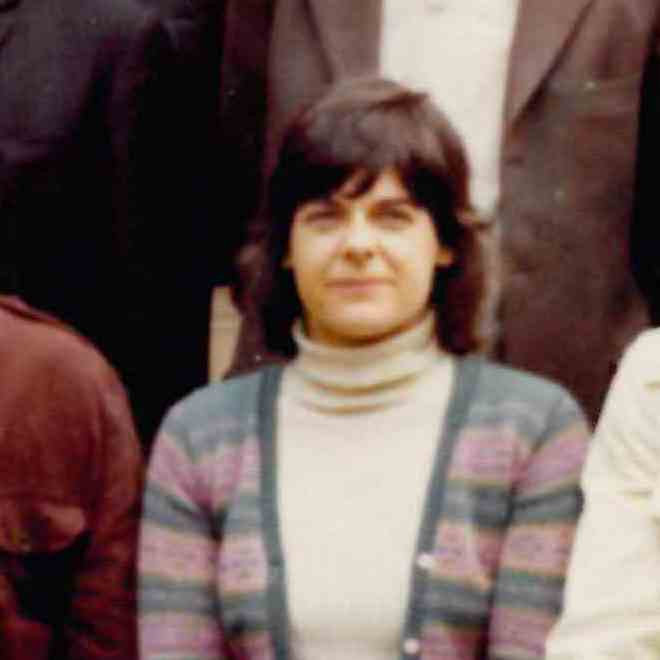
Mary Susan McIntosh (1974)

Mary Susan McIntosh (* 13. März 1936 in Hampstead, London; † 5. Januar 2013 in Queen Square, London) war eine britische Soziologin und Autorin.

## Leben
Ihre Eltern waren Helena Agnes Britton und der Ökonom Albert William McIntosh. Ihr älterer Bruder war der britische Politiker Andrew Robert McIntosh. McIntosh besuchte die Wycombe High School und studierte Soziologie am St Anne’s College in Oxford, an der University of Essex und an der University of California, Berkeley. Als Hochschullehrerin lehrte sie von 1963 bis 1968 an der University of Leicester, von 1968 bis 1972 an der Borough Polytechnic und von 1975 bis 1996 an der University of Essex Soziologie. Ab 1974 war sie Mitglied der Kommunistischen Partei Großbritanniens (CPGB). Sie war Mitglied der Organisation  Feminists Against Censorship. 1979 war sie Mitgründerin des Journals Feminist Review. Ihre langjährige Lebensgefährtin war die Britin Elizabeth Wilson.

## Werke (Auswahl)
- 1988: Dependency Culture? Women, Welfare and Work in Radical Philosophy 91
- 1982: The Antisocial Family (gemeinsam mit Michèle Barrett)
- 1975: The Organisation of Crime
- 1974: Deviance and Social Control (gemeinsam mit Paul Rock)
- 1972: Sex Exposed: Sexuality and the Pornography Debate (gemeinsam mit Lynne Segal)
- 1968: The Homosexual Role im Journal Social Problems